# Karlshof (Lauterhofen)

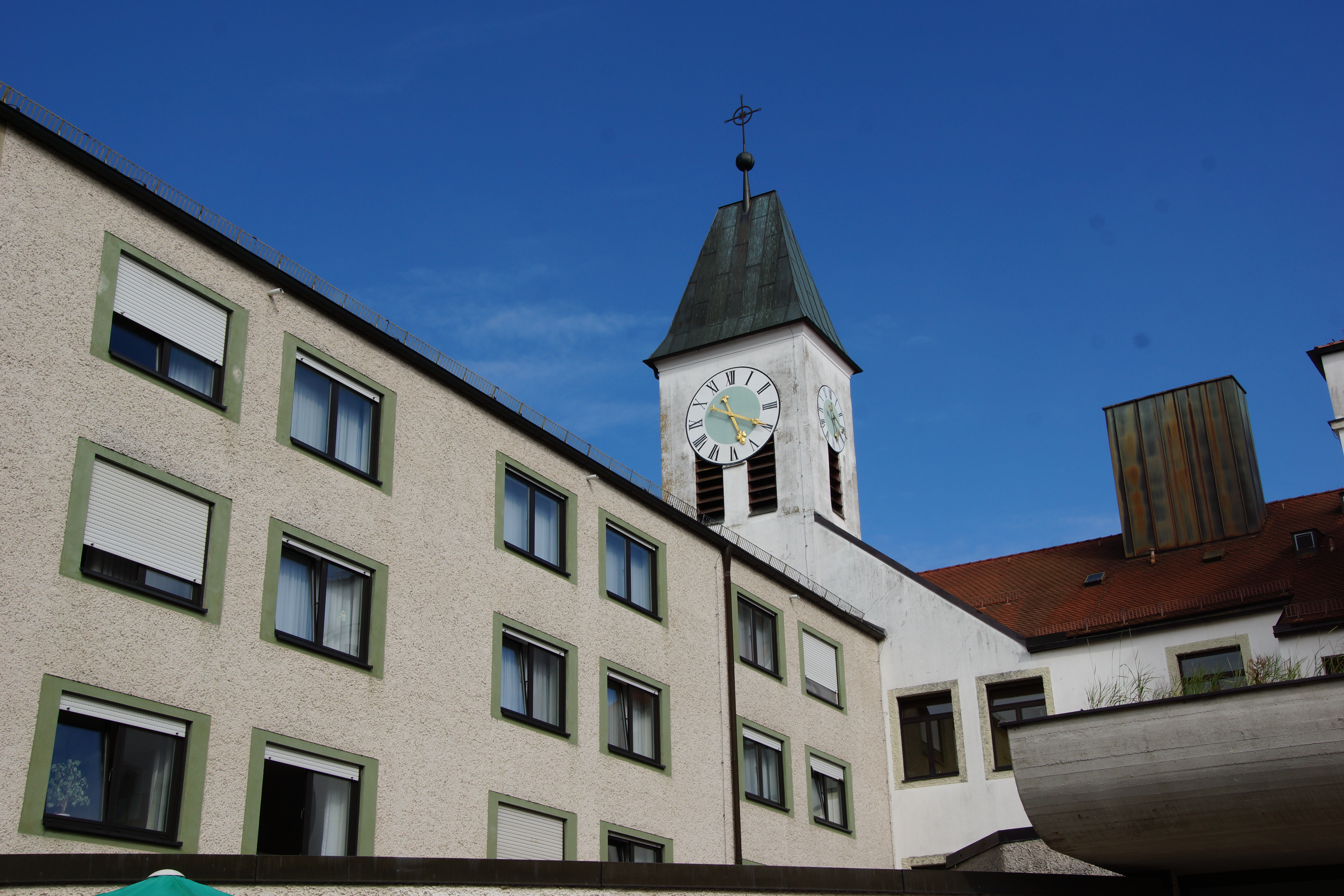
Das Alten- und Pflegeheim Karlshof (Lauterhofen)

Karlshof ist ein Gemeindeteil des Marktes Lauterhofen im Landkreis Neumarkt in der Oberpfalz. Es handelt sich um ein ehemaliges Gehöft. Heute ist dort die Regens-Wagner-Stiftung Lauterhofen untergebracht.

## Geschichte
Der Karlshof besteht sei dem 8. Jahrhundert und leitet sich von Karl dem Großen ab, der hier öfter übernachtete.
Am 14. Februar 1852 kauften Rosina Weber aus Marbertshofen und Maria Anna Beer und Kunigunde Lehmeier aus Lauterhofen die noch erhaltenen Gebäude des Schlosses Oberlauterhofen, um dort eine „Rettungsanstalt für arme verwahrloste Kinder“ zu errichten. 1860 erhielt das „Klösterl“ eine erste Hauskapelle mit Kreuzweg. 1881 wurden die Frauen bei den Dillinger Franziskanerinnen aufgenommen und die „Kretinenanstalt Lauterhofen“ eröffnet. 1900 wurde mit der Planung einer eigenen Anstaltskirche begonnen. Der Bau wurde 1904 vollendet und am 4. August des Jahres durch den Eichstätter Bischof Franz Leopold von Leonrod geweiht. Die Kirche wurde dem Patronat der heiligen Elisabeth von Thüringen unterstellt. 1929 wurde sie erweitert, 1930 wurde ein Kirchturm gebaut und 1931 fand die Weihe des Hochaltars statt. Heute ist die Kirche ein Sitz einer Kuratie.
1881 schloss sich Karlshof den Regens-Wagner-Stiftungen an. Seitdem werden hier Menschen mit Behinderung gepflegt. Während des Zweiten Weltkrieges war hier ein Lazarett. Von 1945 bis 1960 gab es auch ein Lungenheilanstalt. Seit 1988 gibt es die Förderstätten und seit 1990 die Werkstätten, seit Ende 2003 einen Pflegebereich nach SGB XI.